# جيف هارفي
جيف هارفي (بالإنجليزية: Geoff Harvey)‏ هو موزع وملحن وعازف بيانو بريطاني وأسترالي، ولد في 6 أغسطس 1935 في لندن في المملكة المتحدة، وتوفي في 30 مارس 2019 في Berrima, New South Wales ‏ في أستراليا.

## وصلات خارجية
- جيف هارفي على موقع IMDb (الإنجليزية)
- جيف هارفي على موقع ميوزك برينز (الإنجليزية)